# Argynnis baralacha
Argynnis baralacha är en fjärilsart som beskrevs av Moore 1882. Argynnis baralacha ingår i släktet Argynnis och familjen praktfjärilar. Inga underarter finns listade i Catalogue of Life.